# Шамшины
Шамшины — семья русских революционеров, одна из первых 347 семей, получивших в июле 1894 года домовладение на территории Новониколаевска — будущего Новосибирска.

## Члены семьи

### Иван Дмитриевич
Родился 25 сентября 1860 года в селе Русаново (Борисоглебский уезд Тамбовской губернии), отец — крестьянин. В 1893 году переехал в Большое Кривощёково (совр. Ленинский район Новосибирска), трудился плотником на постройке железнодорожного моста через Обь, член Обской группы РСДРП.
В 1917—1918 годах руководил профсоюзом строителей. 9 декабра 1918 года арестован, тем не менее ему удалось организовать побег, затем укрывался на Алтае. После выдворения белогвардейцев из Новониколаевска сначала был судьёй 2-го городского участка, потом работал в губернском суде.
Умер 8 ноября 1924 года в Ново-Николаевске.

### Анастасия Фёдоровна
Анастасия Фёдоровна (Бессонова) Шамшина родилась в 1860 в селе Русаново (Борисоглебский уезд Тамбовской губернии), занималась домашним хозяйством, супруга Ивана Дмитриевича Шамшина, с 1918 по 1919 год была хозяйкой явочной квартиры РСДРП(б). Замучена вместе с сыном Иваном и Е. Б. Ковальчук польской контрразведкой. Погибла после сентября 1919 года в Ново-Николаевске.

### Иван Иванович
Родился 9 августа 1883 года в селе Русаново (Борисоглебский уезд Тамбовской губернии), член Обской группы РСДРП. 7 апреля 1907 года он и ещё 8 человек были арестованы полицией, во время ареста было изъято свыше 200 листовок. 6 августа 1912 года после разгрома в Новониколаевске социал-демократической организации был арестован вместе с сестрой Евдокией, затем они были высланы в Нарымский край на поселение, откуда его призвали в армию. В 1916 году Иван Шамшин попал в плен. В 1918 году приехал обратно в Новониколаевск и принимал участие в подпольной деятельности. Был замучен польской контрразведкой вместе с матерью и Е. Б. Ковальчук. Дата гибели — после сентября 1919 года.

### Василий Иванович
Родился 21 декабря 1886 года в селе Русаново (Борисоглебский уезд Тамбовской губернии), в 12 лет начал работать маляром, потом устроися приказчиком в торговую фирму. В 1904 году стал одним из руководителей Обской группы РСДРП, участник революции 1905—1907 годов на территории Ново-Николаевска. 4 марта 1906 года арестован. 10 февраля 1907 года был приговорён 8 месяцам заключения в крепости. На момент отбывания срока в их доме в Новониколаевске был организован обыск, найдены листовки и части подпольной типографии. Василий Иванович взял ответственность на себя, в связи с чем был сослан в Восточную Сибирь на поселение, отбывал срок в селе Воробьёво (Кировский уезд, Иркутская губерния), бежал в 1912 году, после чего по поддельным документам на имя Петра Петровича Классена тайно проживал в Омске. 28 июня 1913 года вновь арестован и приговорён к году каторги с дальнейшей высылкой в Якутск.
Летом 1917 года приехал назад в Ново-Николаевск, избран секретарём профсоюза грузчиков, членом Новоникоаевского комитета РСДРП и членом исполкома Совдепа. В начале 1918 года Василий Иванович был избран комиссаром труда в Томский губисполком Совдепа и губ.
После возвращения из Москвы в Ново-Николаевск для подпольной работы был арестован и расстрелян.

### Егор (Георгий) Иванович
Родился 29 марта 1888 года в селе Русаново (Борисоглебский уезд Тамбовской губернии), в 1914 году был призван в армию. Участвовал в большевистской деятельности в Ново-Николаевске, изготавливал паспорта. 23 октября 1918 года ему удалось бежать во время расстрела. В 1924 году трудился в Рубцовском финотделе. Дата смерти не установлена.

### Григорий Иванович
Родился в 1899 году в Ново-Николаевском поселении (будущий Новосибирск), окончил новониколаевское городское четырёхклассное училище (1916), устроился на работу переписчиком у мирового судьи. В ноябре 1916 года был призван в армию, служил рядовым в 22-м сибирском запасном полку в Новониколаевске. В 1917 году стал членом РСДРП, был членом Совета солдатских депутатов.
В 1918 году по собственной воле вступил в РККА, в 1918—1919 годах участвовал в подпольной деятельности в Барнауле. Отбывал наказания в тюрьмах Ново-Николаевска, Омска и Томска. С декабря 1919 года стал бойцом ЧОН в Барнауле, агент наружного наблюдения Особого отдела 5-й армии в Иркутске.
В 1921 году Егора Ивановича исключили из РКП(б), аргументируя это тем, что якобы он «при Колчаке провалил большевистские организации в Омске, Новониколаевске и Барнауле». Тем не менее Ново-Николаевская губернская контрольная комиссия ВКП(б) восстановила его в партии в 1925 году.
Во время Великой Отечественной войны воевал в составе 263-й стрелковой дивизии, погиб 3 августа 1942 года в Кестеньгском районе Карело-Финской АССР, в районе озера Черное.

### Мария Ивановна
Родилась в 1881 году в селе Русаново (Борисоглебский уезд Тамбовской губернии), вышла замуж в Новониколаевске, проживала раздельно с родителями.

### Евдокия Ивановна
Родилась в 1895 году в Ново-Николаевском посёлке (ныне — Новосибирск), трудилась в типографии Литвинова. В 1912 году после разгрома Обской группы РСДРП в Ново-Николаевске вместе с братом Иваном Ивановичем была арестована. В июне 1918 года вступила в городской подпольный комитет РСДРП(б), где работала казначеем, заведовала оружейным складом.
1 апреля 1919 года была арестована и подвергнута пыткам, после чего сослана на Сахалин. Из ссылки бежала.
Вышла замуж в Благовещенске за И. Швеца. В 1925 году вернулась в Новониколаевск.
Умерла в 1945 году.

## Дом Шамшиных
Дом Шамшиных располагался на Логовской улице (сейчас ул. Семьи Шамшиных).
В их доме устраивались чтения различных художественных, в том числе нелегальных, произведений. Здесь возник городской кружок, состоявший из молодых людей. Революционер И. И. Шеин вспоминал об этом доме следующее:

В воскресные дни, а порой по вечерам и в будни, у Шамшиных собиралась городская молодежь, иногда приходили ребята из депо. Мы пели народные песни, читали произведения русских классиков, особенно любили поэзию Пушкина, Лермонтова и Некрасова, читали роман Войнич «Овод». Присмотревшись, Василий Иванович начал давать нам и популярную политическую литературу, например, Дикштейна «Чем люди живы», Лафарга «Пауки и мухи» и другие произведения. Так со временем сформировался один из городских кружков молодежи.

## Память
В честь семьи Шамшиных названа одна из улиц Центрального района Новосибирска.